# Drieschia elegans
Drieschia elegans är en ringmaskart som beskrevs av Seidler 1924. Drieschia elegans ingår i släktet Drieschia och familjen Polynoidae. Inga underarter finns listade i Catalogue of Life.